# 襄荆高速铁路
襄荆高速铁路，即呼南高速铁路襄阳至荆门段，是一条建设中的高速铁路。该项目是国家“八纵八横”高速铁路网中呼南通道的重要组成部分，线路自襄阳东站引出，向南经宜城至沪渝蓉沿江高铁荆门西站，新建线路长116.8公里。全线设襄阳东、宜城北、双河西、荆门西站等4座车站。项目总投资197.44亿元，建设工期3.5年。项目正线工程桥梁58座77.45公里、隧道19座20.88公里，工程桥隧比约84.2%，正线铺轨239铺轨公里，站线铺轨4.9铺轨公里。
该项目北连郑渝、汉十高速铁路，南接在建的荆荆铁路、沿江高铁，是襄十随城市群与宜荆荆城市群互联互通的重要交通基础设施。项目建成后，将进一步完善湖北高铁骨架网络，加速构建湖北中西部地区南北向高铁通道，实现两个省域副中心城市一小时通达，更好满足沿线群众便捷出行需求，带动区域经济社会发展。

## 历史
2020年8月5日至8日，中国国家铁路集团有限公司鉴定中心组织专家对襄阳至荆门高铁可研报告进行了审查，评审组原则同意该项目可研建设方案。11月21日，襄阳至荆门段襄阳东站引入工程开工建设。
2021年5月8日，环境影响评价第一次公示。7月27日，环境影响征求意见稿公示。
2022年4月20日，湖北省生态环境厅批复襄阳至荆门段环境影响报告书。5月，国铁集团与湖北省人民政府联合批复襄阳至荆门高速铁路可行性研究报告。9月28日，湖北襄阳至荆门高铁正式开工建设。
2023年7月16日，襄荆高速铁路全线首座隧道赵凹子隧道贯通。8月29日，襄荆高铁首孔箱梁成功架设。